# Wilhelm Bruy
Friedrich Wilhelm Bruy (* 14. November 1900 in Stuttgart; † unbekannt) war ein deutscher Jurist und Landrat.

## Leben und Wirken
Er war der Sohn des Wirtschaftsführers Johann Wilhelm Bruy und studierte an der Universität Tübingen und promovierte 1929 zum Dr. jur. Das Thema seiner Dissertation lautete Der Widerruf des gemeinschaftlichen Testaments. 1930 legte er die große Staatsprüfung ab und arbeitete danach bei der Landesverwaltung in Württemberg, wo er zum Regierungsrat ernannt wurde. 
Nach der Besetzung der Grenzgebiete der Tschechoslowakei durch das Deutsche Reich und der Bildung des Reichsgaus Sudetenland wurde er 1938 zunächst in Schluckenau und dann im Februar 1939 kommissarisch als Landrat in Teplitz-Schönau eingesetzt. Am 1. April 1939 wurde er definitiv zum Landrat im Landkreis Teplitz-Schönau ernannt. Im August 1939 wurde er als Landrat in den Landkreis Aussig versetzt, wo er mindestens bis 1944 im Dienst war.
Nach dem Zweiten Weltkrieg lebte er in Stuttgart.